# 알파 블론디
알파 블론디(프랑스어: Alpha Blondy, 1953년 1월 1일 ~ )는 본명이 세이두 코네(프랑스어: Seydou Koné)이며, 코트디부아르의 레게 가수이다. 그의 많은 노래들은 정치적, 사회적 동기가 있으며, 주로 모국어인 줄라어, 프랑스어, 영어로 노래되지만, 그는 아랍어나 히브리어와 같은 다른 언어를 가끔 사용한다.

## 어린 시절
8명의 자녀를 가진 가정의 첫째 아들인 세이두 코네는 그가 "어르신들 사이에서"라고 묘사하는 환경에서 그의 할머니에 의해 길러졌고, 이것은 그의 경력에 큰 영향을 끼치기 위함이었다. 1962년, 알파 블론디는 오디엔네에서 그의 아버지와 함께 10년을 보냈고, 생트 엘리자베스 고등학교를 다녔고, 코트디부아르 학생 운동에 참여했다. 그는 고등학교에서 밴드를 만들었지만, 이것이 그의 학교 교육에 영향을 미쳤고, 출석 불량으로 퇴학을 당했다. 그의 부모님은 1973년 그를 라이베리아의 수도인 몬로비아에서 영어를 공부하도록 보냈다. 그는 그곳에서 13개월을 보냈고, 그 후 그의 영어를 향상시키기 위해 미국으로 이주했다.

### 미국의 대학 생활
1974년, 세이두는 교직 경력을 추구하며 뉴욕으로 가서 헌터 칼리지와 컬럼비아 대학교 미국 영어 프로그램에서 영어를 전공했다. 뉴욕에서, 그는 라스타파리를 소개받았고 버닝 스피어를 포함한 자메이카 아티스트들의 콘서트에 참석했다. 세이두는 코트디부아르로 돌아가기 전에 여러 번 변절에 휘말렸고, 그곳에서 유명한 텔레비전 제작자가 된 그의 소꿉친구 풀렝스 카시와 재회할 때까지 더 많은 문제에 직면했다. 이것이 그의 음악가로서의 경력의 시작이었고, 그는 "알파 블론디"라는 별칭을 채택했다.

## 음악 경력
카시를 위한 다양한 TV 쇼 후에, 블론디는 《Jah Glory》라는 제목의 1982년에 그의 첫 솔로 음반을 녹음했다. 이 음반은 엄청난 성공을 거두게 되었고, 1980년대 아비장에서 체포되었던 그의 경험과 경찰에 의한 그 후의 학대를 기록한 노래 〈Brigadier Sabari〉 때문에 나중에 저항의 상징이 되었다. 알파 블론디는 그의 아프리카 반전 레게 음악으로 아비장에서 큰 스타가 되었고, 그의 팬들 "아프리카의 밥 말리"의 눈에 들어왔다. 알파 블론디는 말리 자신과 같이 정신적이고, 정치적이고, 긍정적이며, 밥 말리의 노래 〈War〉의 커버를 녹음했다. 그의 메시지를 더 많은 사람들에게 전달하기 위해, 그는 많은 언어를 프랑스어, 바울레어, 그리고 그의 모국어 줄라어로 노래하기로 선택했다. 나중에, 그는 또한 바이올린과 첼로와 같은 그의 레게 브랜드에 새로운 악기를 가져왔다.
곧, 알파 블론디의 명성은 유럽으로 퍼져나갔다. 《Rasta Poué》라는 제목의 EP의 성공에 이어, 그는 《Pathe Marconi》라는 레이블로 그의 두 번째 음반인 《Cocody Rock》을 만들기 위해 1984년 파리로 갔다. 블론디는 자메이카의 섬으로 여행을 떠났고 말리의 후원 그룹인 더 웨일러스와 함께 이 음반의 타이틀곡을 녹음했다.